# ジェイテックコーポレーション
株式会社ジェイテックコーポレーション は、大阪府茨木市に本社を置く企業である。東証プライム上場。

## 概要
創業者・代表者の津村尚史は、1981年（昭和56年）に大阪大学工学部卒業後、倉敷紡績株式会社での勤務等を経て、1993年（平成5年）にジェイテックを設立した。
設立当初からの事業である自動細胞培養装置を中心としたライフサイエンス・機器開発事業と、大阪大学及び理化学研究所の研究成果を実用化した放射光用X線集光ミラーを中心としたオプティカル事業を展開している。放射光用X線集光ミラーは、SPring-8やSACLAで使用されている。
2015年（平成27年）12月、大阪大学ベンチャーキャピタルの1号ファンドより投資を受けた。なお、2018年（平成30年）2月の上場により、官民イノベーションプログラム（国立大学に対する出資事業）に基づき国立大学法人の子会社として設立されたベンチャーキャピタル会社4社の投資先企業として、始めて上場した企業となった。
2020年（令和2年）、経済産業省の2020年版「グローバルニッチトップ企業100選」に製品・サービスが「⼤型放射光施設及びＸ線⾃由電⼦レーザー施設などで⽤いられる放射光⽤Ｘ線ミラー」として選定された。

## 沿革
- 1993年（平成5年）12月 - 株式会社ジェイテックとして大阪府吹田市に設立。
- 1994年（平成6年）7月 - 大阪中小企業投資育成株式会社より出資を受ける。
- 2004年（平成16年）8月 - 本社を兵庫県神戸市中央区港島南町5丁目5番2号に移転。
- 2015年（平成27年）9月 - 本社を大阪府茨木市彩都やまぶき2丁目4番35号に移転。
- 2016年（平成28年）5月 - 株式会社ジェイテックコーポレーションに商号変更。
- 2018年（平成30年）2月 - 東京証券取引所マザーズに株式上場。
- 2019年（令和元年）7月 - 本社を大阪府茨木市彩都やまぶき2丁目5番38号に移転。
- 2020年（令和2年）9月 - 東京証券取引所市場第一部に株式市場変更（2022年4月、プライム市場に変更）。
- 2021年（令和3年）5月 - 電子科学株式会社を完全子会社化。

## 拠点・グループ会社
- 本社・開発センター - 大阪府茨木市彩都やまぶき2-5-38
- 栃木生産技術センター - 栃木県那須塩原市鍋掛1085-2
- 細胞培養センター - 大阪府吹田市山田丘2-1 大阪大学産学共創本部B棟401号

子会社
- 電子科学株式会社 - 東京都武蔵野市西久保1丁目3-12 オークビル3F